# Edina Pličanić
Edina Pličanić (Zagreb, 17. veljače 1977. je hrvatska  balerina.
U Zagrebu je završila gimnaziju i Srednju školu za klasični balet u klasi profesorice Silve Muradori. Od 1994. godine članica je Baleta Hrvatskoga narodnog kazališta u Zagrebu. Prvakinja Baleta postala je 2003. godine, a od 2014. nacionalna je baletna prvakinja.